# Сьвенциця (Сандомирський повіт)
Сьвенциця (пол. Święcica) — село в Польщі, у гміні Образув Сандомирського повіту Свентокшиського воєводства.
Населення — 416 осіб (2011).
У 1975-1998 роках село належало до Тарнобжезького воєводства.

## Демографія
Демографічна структура на день 31 березня 2011 року:
|          | Загалом | Допрацездатний вік | Працездатний вік | Постпрацездатний вік |
| -------- | ------- | ------------------ | ---------------- | -------------------- |
| Чоловіки | 213     | 52                 | 133              | 28                   |
| Жінки    | 203     | 48                 | 110              | 45                   |
| Разом    | 416     | 100                | 243              | 73                   |